# Sulajman Ibn Abd al-Malik
Sulajman Ibn Abd al-Malik, arab. سليمان بن عبد الملك (ur. prawdopodobnie w Medynie ok. 675 - zm. w Dabiku 24 września 717) – siódmy kalif z dynastii Umajjadów, panujący od roku 715 aż do śmierci.
Sulajman był synem kalifa Abd al-Malika (685 - 705) i Wallady Bint al-Abbas Ibn Dżaz z plemienia Banu Abz, należącego do północno-arabskiej konfederacji Ghatafan. Przed śmiercią Abd al-Malik mianował na swoich sukcesorów synów: Al-Walida (705 - 715) i Sulajmana. Za panowania swojego starszego brata Sulajman został namiestnikiem Palestyny, gdzie zaangażował się w rozbudowę Ar-Ramli, która miała być nową stolicą regionu. Gdzieś po roku 710 udzielił schronienia członkom klanu Al-Muhallab, którzy znaleźli się w niełasce u namiestnika Iraku Al-Hadżdżadża Ibn Jusufa, w tym Jazidowi, synowi słynnego wodza Al-Muhallaba Ibn Abi Sufry. Sugeruje to że Sulajman pozostawał w jakimś stopniu w niezgodzie z Al-Hadżdżadżem Ibn Jusufem, a także popierającym go Al-Walidem. Być może to było przyczyną, że postępując wbrew testamentowi ojca Al-Walid dążył do ustanowienia swoim następcą syna, Abd al-Aziza, którego miał popierać Al-Hadżdżadż. Z drugiej jednak strony działając w ten sposób Al-Walid nie różnił się niczym od wszystkich swoich umajjadzkich poprzedników.
Mimo tych działań kiedy Al-Walid zmarł 24 lutego 715 roku Sulajman objął władzę bez czyjegokolwiek sprzeciwu. Siedzibą nowego rządu stała się Jerozolima, następnie zaś Dabik w północnej Syrii, skąd Sulajman mógł nadzorować przygotowania do ataku na Bizancjum, który miał być największym przedsięwzięciem jego panowania. Dowódcą armii lądowej kalif mianował swojego brata Maslamę, zaś floty Umara Ibn Hubajrę al-Fazariego. Kampania ta zakończyła się już po śmierci Sulajmana. Sulajman wymienił prawdopodobnie wszystkich namiestników prowincji swojego brata, kończąc między innymi z rządami tak potężnych osobistości jak Musa Ibn Nusajr w Afryce Północnej czy Kutajba Ibn Muslim w Chorasanie, a także odbierając władzę klanowi Al-Hadżdżadża, który zmarł w roku 714, w Iraku. Kutajba Ibn Muslim podniósł bunt przeciwko nowemu kalifowi, został jednak zabity przez własnych żołnierzy. Namiestnikiem Iraku, a wkrótce także Chorasanu, został wspomniany już powyżej Jazid Ibn al-Muhallab, który wykorzystał swoje stanowisko do wywarcia zemsty na krewnych i zwolennikach Al-Hadżdżadża, doprowadzając m.in. do śmierci zdobywcy Sindhu Muhammada Ibn al-Kasima. W związku ze zbliżającym się setnym rokiem hidżry wśród muzułmanów pojawiły się oczekiwania millenarystyczne i Sulajman pojawia się w wierszach dworskich panegirystów Dżarira i Al-Farazdaka jako „słusznie prowadzony” - „mahdi”. W arabskich kronikach przechował się jednak obraz kalifa jako żarłoka i rozpustnika.
Sulajman dążył do zapewnienia sukcesji swojemu synowi Ajjubowi, ten jednak zmarł przed swoim ojcem, na przełomie 716 i 717 roku. Według części źródeł Sulajman miał wówczas mianować następcą Umara Ibn Abd al-Aziza (717 - 720), do czego miał go przekonać dworski teolog Radża Ibn Hajwa z plemienia Kinda. Taka wersja wydarzeń wywodzi się prawdopodobnie od samego Radży i wydaje się, że w rzeczywistości Umar doszedł do władzy na podstawie tradycyjnej zasady senioratu.